# Generador de señales

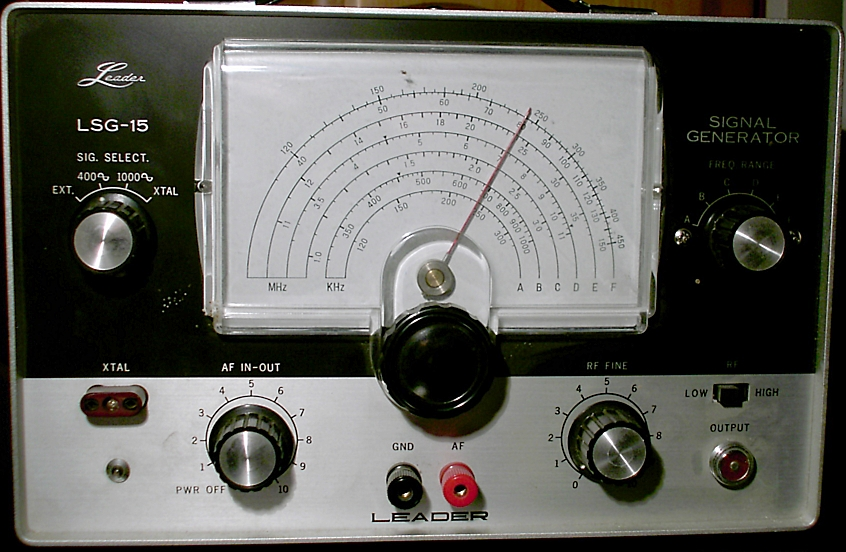
Generador de señal Leader Instruments LSG-15.

Un generador de señales, de funciones o de formas de onda es un dispositivo electrónico de laboratorio que genera patrones de señales periódicas o no periódicas tanto analógicas como digitales. Se emplea normalmente en el diseño, prueba y reparación de dispositivos electrónicos; aunque también puede tener usos artísticos y ser empleado en la medicina.
Hay diferentes tipos de generadores de señales según el propósito y aplicación que corresponderá con el precio. Tradicionalmente los generadores de señales eran dispositivos estáticos apenas configurables, pero actualmente permiten la conexión y control desde un PC. Con lo que pueden ser controlados mediante software hecho a medida según la aplicación, aumentando la flexibilidad.

## Historia
En junio de 1928, el General Radio 403, fue el primer generador de señal comercial que fue comercializado. Admitía un rango de frecuencia de 500Hz a 1.5MHz. Además, en abril de 1929, General Radio comercializó el primer estándar de frecuencia comercial con una frecuencia de 50 kHz.

## Circuitos
Un elemento de electrónica utilizado para generar formas de onda puede ser utilizado en circuitos de instrumentación, de sonido y de comunicaciones, y también en un instrumento generador de funciones, empleado un simple circuito integrado. Ejemplos de ello son el XR2206 fabricado por Exar y un integrado fabricado por Intersil, ICL8038. Estos circuitos pueden generar ondas sinusoidal, cuadrada, triangular, rampa, y pulsos en un oscilador controlado por voltaje.
Un circuito electrónico que proporciona una salida proporcional a alguna función matemática (por ejemplo, raíz cuadrada), estos dispositivos se utilizan en sistemas de control de retroalimentación y en computadoras analógicas. Ejemplos de ello son la Raytheon QK329 y el amplificador Intersil ICL8048.

## Usos Comunes
- Crear señales: señales creadas desde cero para simular, estimular y probar distintos circuitos y dispositivos.
- Replicar señales: ya sea una anomalía, un error o una señal adquirida por un osciloscopio, se puede replicar utilizando un generador de funciones en un laboratorio para variar sus parámetros y analizarla en un ambiente controlado.
- Generar señales: señales ideales o funciones ya conocidas para utilizarlas como referencia o como señal de entrada para pruebas.